# Loire-Nieuport LN.401
Loire-Nieuport LN.401 là một loại máy bay ném bom bổ nhào của Pháp trong Chiến tranh thế giới II.

## Biến thể
LN.40
LN.41
LN.401
LN.411
LN.402

## Quốc gia sử dụng
Pháp
- Hải quân Pháp
- Không quân Pháp

## Tính năng kỹ chiến thuật (LN.401)
Đặc điểm tổng quát
- Kíp lái: 1
- Chiều dài: 9,76 m (32 ft)
- Sải cánh: 14 m (46 ft)
- Chiều cao: 3,50 m (11,48 ft)
- Diện tích cánh: 24,75 m² (81,2 ft²)
- Trọng lượng rỗng: 2.135 kg (4.706 lb)
- Trọng lượng có tải: 2.823 kg (6.223 lb)
- Động cơ: 1 × Hispano-Suiza 12XCrs,  (690 hp)

 Hiệu suất bay 
- Vận tốc cực đại: 380 km/h (236 mp/h) trên độ cao 3.900 m (12.795 ft)
- Vận tốc tắt ngưỡng: 90 km/h (56 mp/h)
- Tầm bay: 1.200 km (745,6 mi)

Trang bị vũ khí

- Súng: 2 x súng máy Darne
- Bom: 225 kg (496 lb)